# Megan Burns
Megan Georga Burns (auch bekannt unter ihrem Pseudonym Betty Curse) (* 25. Juni 1986 in Liverpool) ist eine britische Schauspielerin und Musikerin.

## Leben
Als Megan Burns drei Jahre alt war, verließ ihr Vater sie und ihre Mutter. Burns Großmutter schickte sie im Alter von elf Jahren in eine Schauspielschule, wodurch sie eine Rolle im Film Liam erhielt. Für diesen wurde Burns 2000 mit dem Marcello-Mastroianni-Preis bei den 57. Filmfestspielen von Venedig ausgezeichnet. Daraufhin wurde der britische Regisseur Danny Boyle auf Burns aufmerksam und bot ihr 2002 in seinem Endzeit-Horrorfilm 28 Days Later die Rolle der Hannah an. Burns sagte zu und schaffte somit den endgültigen Durchbruch.
Burns arbeitet seither als Sängerin unter dem Pseudonym Betty Curse, welches ihre Plattenfirma Island Records auswählte. Betty Curse ist ebenfalls der Name ihrer fünfköpfigen Alternative-Rock-Band, in der Burns Frontsängerin ist.

## Filmografie
- 2000: Liam
- 2002: 28 Days Later

## Diskografie

### Alben
- 2006: Here Lies Betty Curse

### Singles
- 2006: Excuse All the Blood
- 2006: God This Hurts
- 2006: Girl with Yellow Hair
- 2007: Do You Mind (If I Cry)